# Llista de monuments de Tortosa (nuclis)
Llista de monuments de Tortosa per als nuclis de població del municipi de Tortosa (Baix Ebre) diferents del mateix nucli de Tortosa: Bítem, Campredó, Jesús, els Reguers i Vinallop. Inclou els elements de l'Inventari del Patrimoni Arquitectònic Català que són els inscrits en el Registre de Béns Culturals d'Interès Nacional (BCIN) amb la classificació de monuments històrics, els Béns Culturals d'Interès Local (BCIL) de caràcter immoble i la resta de béns arquitectònics integrants del patrimoni cultural català.
| Monument | Protecció    | Estil/època                                      | Localització                                                                          | Coordenades                                          | Codi?         | Imatge |
| --- | ------------ | ------------------------------------------------ | ------------------------------------------------------------------------------------- | ---------------------------------------------------- | ------------- | --- |
| Torre de Fullola | BCIN 1227-MH | XIII                                             | Tortosa                                                                               | 40° 51′ 50″ N, 0° 38′ 45″ E / 40.863814°N,0.645928°E | RI-51-0006666 | Torre de Fullola (Tortosa) · Vegeu més fotos d'aquest monument · Carregueu una nova foto d'aquest monument                            |
| Torre de Sant Onofre | BCIN 1676-MH | XIV-XV                                           | Tortosa Campredó (enderrocada)                                                        |                                                      | RI-51-0006751 | Torre de Sant Onofre (Tortosa) · Vegeu més fotos d'aquest monument · Carregueu una nova foto d'aquest monument                        |
| Torre d'en Corder, Torre d'en Despuig                                                                                                | BCIN 1677-MH | XIII-XIV                                         | Tortosa Jesús                                                                         | 40° 50′ 57″ N, 0° 30′ 46″ E / 40.849121°N,0.512725°E | RI-51-0006752 | Torre d'en Corder (Tortosa) · Vegeu més fotos d'aquest monument · Carregueu una nova foto d'aquest monument                           |
| Torre del Prior, Torre d'en Pinyol                                                                                                   | BCIN 1678-MH | XIV-XV                                           | Tortosa Jesús                                                                         | 40° 50′ 18″ N, 0° 31′ 00″ E / 40.838313°N,0.516766°E | RI-51-0006753 | Torre del Prior (Tortosa) · Vegeu més fotos d'aquest monument · Carregueu una nova foto d'aquest monument                             |
| Torre del Molí de Bítem, Torre de la Merla                                                                                           | BCIN 1679-MH | XVI                                              | Tortosa Bítem                                                                         | 40° 51′ 28″ N, 0° 31′ 42″ E / 40.857828°N,0.528278°E | RI-51-0006754 | Torre del Molí de Bítem (Tortosa) · Vegeu més fotos d'aquest monument · Carregueu una nova foto d'aquest monument                     |
| Torre de Gassià | BCIN 1680-MH | XV                                               | Tortosa                                                                               | 40° 48′ 48″ N, 0° 34′ 00″ E / 40.813413°N,0.566537°E | RI-51-0006755 | Carregueu una nova foto d'aquest monument                                                                                             |
| Torre de la Llotja, la Casa del Prat                                                                                                 | BCIN         | Gòtic XIII                                       | Tortosa Partida de la Font del Quinto, Campredó                                       | 40° 44′ 24″ N, 0° 34′ 38″ E / 40.739995°N,0.577134°E | IPA-36716     | Torre de la Llotja (Tortosa) · Vegeu més fotos d'aquest monument · Carregueu una nova foto d'aquest monument                          |
| Torre de Campredó, Torre de la Font del Quinto                                                                                       | BCIN 1681-MH | Gòtic XIII-XIV                                   | Tortosa Serra de les Velles, Campredó                                                 | 40° 44′ 46″ N, 0° 34′ 46″ E / 40.746114°N,0.579458°E | RI-51-0006756 | Torre de Campredó (Tortosa) · Vegeu més fotos d'aquest monument · Carregueu una nova foto d'aquest monument                           |
| Torre del Coll de l'Alba | BCIN 1682-MH | Medieval                                         | Tortosa Adossada a l'ermita del Coll de l'Alba                                        | 40° 48′ 58″ N, 0° 34′ 16″ E / 40.816180°N,0.570984°E | RI-51-0006757 | Carregueu una nova foto d'aquest monument                                                                                             |
| Torre de la Petja | BCIN 1686-MH | XIII-XIV                                         | Tortosa Adossada a la rectoria del santuari de la Mare de Déu dels Àngels de la Petja | 40° 47′ 08″ N, 0° 31′ 49″ E / 40.785649°N,0.530174°E | RI-51-0006762 | Carregueu una nova foto d'aquest monument                                                                                             |
| Torre de la Simpàtica | BCIN 1687-MH |                                                  | Tortosa Al peu de la muntanya del Mig-camí (enderrocada)                              | 40° 48′ 34″ N, 0° 33′ 11″ E / 40.809342°N,0.552962°E | RI-51-0006763 | Carregueu una nova foto d'aquest monument                                                                                             |
| Torre de Vilaseca, Torre de Mingana, Torre del Capità                                                                                | BCIN 1688-MH | Medieval                                         | Tortosa Vinallop                                                                      | 40° 46′ 35″ N, 0° 30′ 15″ E / 40.776454°N,0.504274°E | RI-51-0006764 | Carregueu una nova foto d'aquest monument                                                                                             |
| Torre d'en Pinyol | BCIN 4008-MH | Medieval                                         | Tortosa Jesús                                                                         | 40° 50′ 42″ N, 0° 30′ 04″ E / 40.845033°N,0.501118°E | IPA-37026     | Carregueu una nova foto d'aquest monument                                                                                             |
| Torre de Soldevila | BCIN 4009-MH | Obra popular                                     | Tortosa Campredó                                                                      | 40° 46′ 21″ N, 0° 32′ 23″ E / 40.772437°N,0.539694°E | RI-51-0006761 | Carregueu una nova foto d'aquest monument                                                                                             |
| Ermita de la Petja, Santuari de la Mare de Déu dels Àngels de la Petja                                                               | BCIL 2007    | Gòtic XIV, XX                                    | Tortosa A 3 km de Tortosa                                                             | 40° 47′ 10″ N, 0° 31′ 46″ E / 40.786003°N,0.529412°E | IPA-13716     | Ermita de la Petja (Tortosa) · Vegeu més fotos d'aquest monument · Carregueu una nova foto d'aquest monument                          |
| Creu de terme de la Petja |              | Gòtic XIV                                        | Tortosa A 3 km de Tortosa direcció sud-est                                            | 40° 47′ 13″ N, 0° 31′ 43″ E / 40.787023°N,0.528501°E | IPA-13718     | Creu de terme de la Petja (Tortosa) · Vegeu més fotos d'aquest monument · Carregueu una nova foto d'aquest monument                   |
| Ermita del Coll de l'Alba | BCIL 2007    | Gòtic, barroc XII-XX                             | Tortosa Ctra. Coll de l'Alba a 10 km població                                         | 40° 48′ 58″ N, 0° 34′ 16″ E / 40.816187°N,0.571046°E | IPA-13719     | Ermita del Coll de l'Alba (Tortosa) · Vegeu més fotos d'aquest monument · Carregueu una nova foto d'aquest monument                   |
| Mas de Giner |              | Obra popular XIX-XX                              | Tortosa Ctra. C-230, a 4 km d'Amposta                                                 | 40° 44′ 47″ N, 0° 32′ 51″ E / 40.746510°N,0.547615°E | IPA-13720     | Carregueu una nova foto d'aquest monument                                                                                             |
| Capella dels Reis |              | Obra popular XIX-XX                              | Tortosa Ctra. Tortosa-Benifallet, Bítem                                               | 40° 49′ 53″ N, 0° 31′ 28″ E / 40.831325°N,0.524407°E | IPA-13729     | Capella dels Reis (Tortosa) · Vegeu més fotos d'aquest monument · Carregueu una nova foto d'aquest monument                           |
| Ermita Restaurant del Mas de l'Ardiaca, Sant Onofre                                                                                  | BCIL 2007    | Obra popular, barroc XVIII-XX                    | Tortosa Ctra. Tortosa-l'Aldea, Campredó                                               | 40° 46′ 36″ N, 0° 32′ 08″ E / 40.776653°N,0.535421°E | IPA-13732     | Carregueu una nova foto d'aquest monument                                                                                             |
| Mas de Mianes |              | Obra popular XIX-XX                              | Tortosa Ctra. de la Carroba, Vinallop                                                 | 40° 45′ 54″ N, 0° 31′ 36″ E / 40.764974°N,0.526671°E | IPA-13733     | Carregueu una nova foto d'aquest monument                                                                                             |
| Barri de Vinallop |              | Obra popular XIX-XX                              | Tortosa                                                                               | 40° 46′ 30″ N, 0° 30′ 48″ E / 40.775097°N,0.513380°E | IPA-13734     | Barri de Vinallop (Tortosa) · Vegeu més fotos d'aquest monument · Carregueu una nova foto d'aquest monument                           |
| Hort de Martí |              | Obra popular XIX-XX                              | Tortosa Ctra. Santa Bàrbara - Tortosa, Vinallop                                       |                                                      | IPA-13735     | Carregueu una nova foto d'aquest monument                                                                                             |
| Mas de l'Estanc |              | Obra popular XIX-XX                              | Tortosa Ctra. Sta. Bàrbara-Tortosa, km 183, Vinallop                                  | 41° 22′ 27″ N, 0° 42′ 30″ E / 41.37426°N,0.70845°E   | IPA-13736     | Carregueu una nova foto d'aquest monument                                                                                             |
| Mas de la Roja, Casa Barjau |              | Obra popular XIX-XX                              | Tortosa Vinallop                                                                      | 40° 46′ 48″ N, 0° 30′ 20″ E / 40.78007°N,0.50567°E   | IPA-13737     | Carregueu una nova foto d'aquest monument                                                                                             |
| Mas de Xies |              | Obra popular XVIII-XX                            | Tortosa Camí de Xies, Vinallop                                                        | 40° 47′ 02″ N, 0° 30′ 06″ E / 40.783923°N,0.501681°E | IPA-13738     | Carregueu una nova foto d'aquest monument                                                                                             |
| Casa del Xufero |              | Eclecticisme XX                                  | Tortosa C. Aldover, 7, Jesús                                                          | 40° 49′ 37″ N, 0° 30′ 23″ E / 40.826875°N,0.506408°E | IPA-13740     | Carregueu una nova foto d'aquest monument                                                                                             |
| Hospital i llars de la Santa Creu |              | Neoclassicisme XVIII-XIX (1796)                  | Tortosa C. Beneficència, Jesús                                                        | 40° 49′ 39″ N, 0° 30′ 35″ E / 40.827391°N,0.509687°E | IPA-13741     | Carregueu una nova foto d'aquest monument                                                                                             |
| Restes de l'antiga capella de l'Hospital de la Santa Creu                                                                            |              | Neoclassicisme                                   | Tortosa Afegit al costat dret de la façana principal de l'Hospital de la Santa Creu   |                                                      | IPA-13742     | Carregueu una nova foto d'aquest monument                                                                                             |
| Capella de l'Hospital de la Santa Creu                                                                                               |              | Darreres tendències XX                           | Tortosa Pg. Mossèn Valls, Jesús                                                       | 40° 48′ 51″ N, 0° 31′ 27″ E / 40.81408°N,0.52417°E   | IPA-13743     | Carregueu una nova foto d'aquest monument                                                                                             |
| Església Noviciat Consolació, Noviciat de Nostra Senyora de la Consolació                                                            | BCIL 2007    | Darreres tendències XX                           | Tortosa Av. Santa Maria Rosa Molas, 2, Jesús                                          | 40° 49′ 37″ N, 0° 30′ 39″ E / 40.826951°N,0.510871°E | IPA-13744     | Noviciat de Nostra Senyora de la Consolació (Tortosa) · Vegeu més fotos d'aquest monument · Carregueu una nova foto d'aquest monument |
| Capella de la Mare de Déu de la Consolació                                                                                           |              | Darreres tendències XX Mitjan                    | Tortosa Av. Santa Maria Rosa Molas, 2, Jesús                                          | 40° 49′ 37″ N, 0° 30′ 38″ E / 40.826943°N,0.510504°E | IPA-13745     | Carregueu una nova foto d'aquest monument                                                                                             |
| Antic Col·legi de la Immaculada | BCIL 2007    | Eclecticisme XIX                                 | Tortosa C. Daniel Mangrané, 22, Jesús                                                 | 40° 49′ 29″ N, 0° 30′ 40″ E / 40.824782°N,0.511003°E | IPA-13749     | Carregueu una nova foto d'aquest monument                                                                                             |
| Temple parroquial de Jesús, Església de Sant Francesc, Església parroquial del barri de Jesús                                        | BCIL 2007    | Barroc, rococó XVIII                             | Tortosa C. Daniel Mangrané, 20, Jesús                                                 | 40° 49′ 30″ N, 0° 30′ 39″ E / 40.824978°N,0.510791°E | IPA-13750     | Carregueu una nova foto d'aquest monument                                                                                             |
| Casa de Francesc Arasa |              | Modernisme XX Inici                              | Tortosa C. Europa, 8, Jesús                                                           | 40° 49′ 39″ N, 0° 30′ 40″ E / 40.8275°N,0.511007°E   | IPA-13754     | Carregueu una nova foto d'aquest monument                                                                                             |
| Casa al carrer Flix, 35 |              | Obra popular XX Inici                            | Tortosa C. Flix, 35, Jesús                                                            | 40° 49′ 42″ N, 0° 30′ 24″ E / 40.828229°N,0.506572°E | IPA-13755     | Carregueu una nova foto d'aquest monument                                                                                             |
| Fossar de Jesús |              | Obra popular XIX Mitjan                          | Tortosa Camí dels Molins del Comte, Jesús                                             | 40° 49′ 42″ N, 0° 29′ 55″ E / 40.828327°N,0.498615°E | IPA-13756     | Carregueu una nova foto d'aquest monument                                                                                             |
| Capella del Fossar de Jesús |              | Obra popular XIX                                 | Tortosa Camí dels Molins del Comte, Jesús                                             | 40° 49′ 43″ N, 0° 29′ 55″ E / 40.82864°N,0.49869°E   | IPA-13757     | Carregueu una nova foto d'aquest monument                                                                                             |
| Ermita de Sant Bernabé dels Molins                                                                                                   |              | Obra popular                                     | Tortosa Camí dels Molins del Comte, Jesús                                             | 40° 49′ 44″ N, 0° 29′ 23″ E / 40.828810°N,0.489844°E | IPA-13758     | Carregueu una nova foto d'aquest monument                                                                                             |
| Noviciat de les Teresianes, Noviciat de la Companyia de Santa Teresa de Jesús                                                        | BCIL 2007    | Eclecticisme Josep M. Vaquer i Urquizú XIX Final | Tortosa Av. Santa Teresa, 16, Jesús                                                   | 40° 49′ 44″ N, 0° 30′ 21″ E / 40.828929°N,0.505761°E | IPA-13759     | Noviciat de les Teresianes (Tortosa) · Vegeu més fotos d'aquest monument · Carregueu una nova foto d'aquest monument                  |
| Convent de Carmelites Descalces | BCIL 2007    | Obra popular, historicisme XIX (1874)            | Tortosa Ctra. de Xerta, 169, Jesús                                                    | 40° 49′ 44″ N, 0° 30′ 35″ E / 40.828975°N,0.509702°E | IPA-13765     | Carregueu una nova foto d'aquest monument                                                                                             |
| Capella de Sant Josep del convent de Carmelites Descalces                                                                            |              | Historicisme XIX                                 | Tortosa Ctra. Tortosa-Gandesa, Jesús                                                  | 40° 49′ 42″ N, 0° 30′ 37″ E / 40.8282°N,0.5104°E     | IPA-13766     | Carregueu una nova foto d'aquest monument                                                                                             |
| Mas de Casablanca |              | Obra popular XIX-XX                              | Tortosa Ctra. Tortosa-Xerta, km 37, Jesús                                             | 40° 51′ 17″ N, 0° 30′ 44″ E / 40.854747°N,0.512108°E | IPA-13768     | Carregueu una nova foto d'aquest monument                                                                                             |
| Església parroquial dels Reguers |              | Barroc XVIII-XIX, XX                             | Tortosa Pl. Espanya, els Reguers                                                      | 40° 50′ 20″ N, 0° 26′ 57″ E / 40.838849°N,0.449176°E | IPA-13770     | Carregueu una nova foto d'aquest monument                                                                                             |
| Mas del Bisbe | BCIL 2007    | Romànic, gòtic XIII, XX                          | Tortosa C. Jardí Valverde Arnau, Bítem                                                | 40° 51′ 25″ N, 0° 31′ 22″ E / 40.85705°N,0.52290°E   | IPA-39978     | Carregueu una nova foto d'aquest monument                                                                                             |
| La Masada d'en Gasol, la Masada, la Masada de Bítem, Colònia Gassol, la Casa Gran, Escola Experimental Agrària Generalitat Catalunya | BCIL 2007    | Eclecticisme XIX                                 | Tortosa Camí de la Masada, Bítem                                                      | 40° 51′ 59″ N, 0° 31′ 20″ E / 40.86634°N,0.52222°E   | IPA-39979     | Carregueu una nova foto d'aquest monument                                                                                             |
| Pous de la Neu 1 | BCIL 2007    | Obra popular XIII-XIX                            | Tortosa A uns 50 m a l'est del xalet de Calau                                         |                                                      | IPA-43219     | Carregueu una nova foto d'aquest monument                                                                                             |
| Pous de la Neu, pou de gel 2 |              | Obra popular XVII-XX                             | Tortosa                                                                               |                                                      | IPA-43220     | Carregueu una nova foto d'aquest monument                                                                                             |
| Forn de calç Mingana |              | Obra popular                                     | Tortosa Paratge de Mingana                                                            |                                                      | IPA-43235     | Carregueu una nova foto d'aquest monument                                                                                             |
| Hort de la Vaqueria | BCIL 2007    | XIX-XX                                           | Tortosa Bítem                                                                         | 40° 49′ 28″ N, 0° 31′ 26″ E / 40.824461°N,0.523956°E | IPA-43810     | Carregueu una nova foto d'aquest monument                                                                                             |
| La Sucrera, La Sucrera de Santa Càndida                                                                                              | BCIL 2007    | Modernisme                                       | Tortosa                                                                               |                                                      | IPA-43825     | Carregueu una nova foto d'aquest monument                                                                                             |
| Bòbila Anguera |              | Obra popular XX                                  | Tortosa Al sud del nucli de Tortosa, a prop de l'autovia C-42                         | 40° 47′ 00″ N, 0° 31′ 30″ E / 40.78328°N,0.52494°E   | IPA-49304     | Carregueu una nova foto d'aquest monument                                                                                             |
| Molí de la Jesusa |              | Obra popular XX                                  | Tortosa Barranc de la Vall Cervera, Jesús                                             | 40° 49′ 28″ N, 0° 30′ 56″ E / 40.82436°N,0.51554°E   | IPA-54234     | Carregueu una nova foto d'aquest monument                                                                                             |